# Erich Warsitz
Compléments
- Luftwaffe - RLM
- Heinkel He 178, He 176, He 111 et He 112

Erich Warsitz était un pilote d'essai allemand né le 18 octobre 1906 à Hattingen (Allemagne) et décédé le 12 juillet 1983 à Lugano (Suisse). Il est célèbre pour être le premier homme au monde à piloter un jet, réalisant un vol complet aux commandes du Heinkel He 178 le 27 août 1939. Ce vol historique s’est fait à partir de l‘aérodrome de Ernst Heinkel à Rostock-Marienehe. Quelques semaines plus tôt, le 20 juin 1939, il avait déjà effectué le premier vol d’un avion de fusée à combustible liquide, le Heinkel He 176, à partir de la base ultra-secrète de Peenemünde.

## Biographie

### Carrière aéronautique
Erich Warsitz a débuté, en parallèle à ses études techniques, sa formation de pilote de sport au sein du Groupe aéronautique de l'académie de Bonn, sur l'aérodrome de Hangelar, en vue d'obtenir la licence A-2. Puis sa formation vers les licences B-1 et B-2 s'est déroulée sur différents aérodromes, au sein d'associations sportives tandis que la formation suivante vers la licence C-2 (avion terrestre, transport commercial de personnes) s'est faite à l'école professionnelle DVS à Stettin. Il a obtenu également toutes les qualifications pour le survol maritime. Entre-temps, il avait décroché la licence K-2 pour la voltige, suivi l'entraînement au vol sans visibilité et obtenu son certificat de navigation pour « courtes distances ».
Après son passage à l'école DVS et après avoir obtenu toutes les licences et qualifications nécessaires, il a été embauché comme instructeur sur avion de sport, puis transféré à la Reichsbahnstrecke (c’est-à-dire la section Voies ferrées, un nom de couverture pour la formation au vol sur longues distances, une unité dissimulée au sein de l'armée de Weimar comptant 100 000 hommes autorisée par le traité de Versailles) en tant qu'instructeur en vol, instructeur principal puis chef de la formation. En 1934, Warsitz commença une nouvelle activité extrêmement intéressante en relation avec toutes les techniques aéronautiques: il entra au centre d’essais de la Luftwaffe, à Rechlin, comme pilote de convoyage et pilote d’essai sur tous les types d’avions que produisait alors l’industrie allemande. Un peu plus tard les rencontres avec Wernher von Braun et Ernst Heinkel l'ont introduit dans l'ère du jet avec le He 178 et des avions à moteur-fusée avec le He 176. Les plus importantes activités aéronautiques de sa carrière étaient ainsi lancés.

#### Heinkel He 111 & He 112

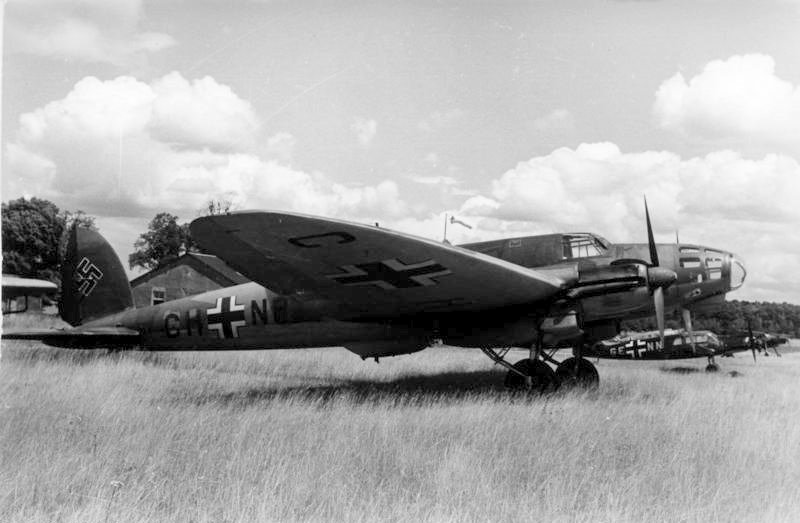
Un He 111E sans fusées d'appoint, 1940

La fin en 1936 Erich Warsitz a été transféré par le RLM à Kummersdorf, parce qu'il avait été reconnu comme l'un des plus expérimentés pilotes d'essai de l'époque, et parce qu'il avait aussi un fond extraordinaire de connaissances techniques. Il commença à travailler en étroite collaboration avec Wernher von Braun, en faisant des essais au sol du moteur-fusée installé dans une cellule d’essai sans ailes ni moteur du Heinkel He 112 mit à disposition par Heinkel.
Pour les essais de vol Heinkel allait mettre à disposition un He 112 en état de navigabilité et le RLM a accepté de prêter Neuhardenberg, un grand champ d'environ 70 kilomètres à l'est de Berlin, répertorié comme un terrain d'aviation de réserve en cas de guerre. Fin mai 1937 Erich Warsitz a commencé les essais en vol du He 112 équipé du moteur-fusée von Braun. Malgré un atterrissage train rentré et avec le fuselage sur le feu, cela a prouvé aux milieux officiels qu'un aéronef peut être piloté de manière satisfaisante avec un système de poussée par l'arrière.
Warsitz ensuite volé chaque prototype, qui a dû faire avec une certaine forme de fusées, moteurs à réaction et d'avions. Parmi ceux-ci sont les fusées d'appoint de Hellmuth Walter, qui ont été testés avec un Heinkel He 111E. Le RLM avait soudainement développé un intérêt pour les fusées d'appoint qui, installées sous les ailes de bombardiers lourdement chargés, pouvaient les assister lors de décollages de petits aérodromes ou de terrains auxiliaires aux pistes courtes. Une fois en l'air, les moteurs-fusées étaient largués pour finir sous parachute afin de pouvoir les réutiliser. Plus tard, à Peenemünde, les fusées d'appoint ont été testés également sur un Messerschmitt Me 321.

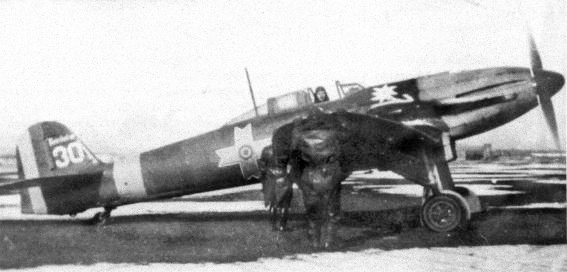
Un He 112 sans moteur-fusée

Le RLM avait accordé à Hellmuth Walter aussi un contrat pour construire un moteur-fusée destiné au He 112. Il utilisait un combustible différent de celui de von Braun. Si ce dernier employait un mélange d'alcool et d'oxygène liquide, le moteur Walter utilisait du peroxyde d'hydrogène et du permanganate de calcium comme catalyseur. Le moteur de von Braun utilisait une combustion directe et créait une flamme, le moteur Walter générait des vapeurs chaudes à partir d'une réaction chimique, mais tous deux créaient une poussée et apportaient un gain de vitesse. Par la suite, d'autres vols sur le He 112 ont été effectués à Neuhardenberg avec la fusée Walter et non pas celle de von Braun : le moteur Walter était plus simple à entretenir, et moins dangereux à la fois pour le pilote et la machine. À la fin 1937, après avoir achevé la recherche avec le He 112, en utilisant les deux types de moteur-fusée et aussi les fusées d'appoint pour les décollages, on avait démantelé les tentes du centre d'essais. Au même moment, Peenemünde était déjà en construction.

#### Heinkel He 176

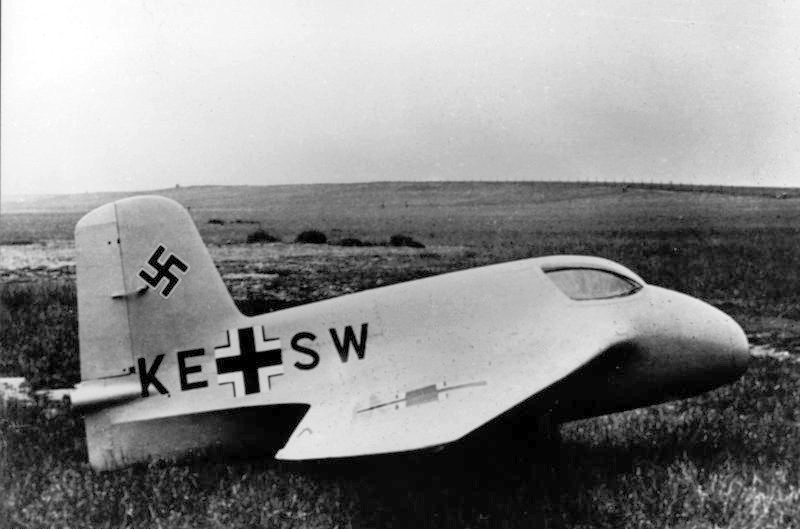
Prototype du Me 163 A V4, 1941

Le projet du Heinkel He 176 a pris naissance lors des essais en vol menés par le He 112 à Neuhardenberg. À cette époque, le terme d’intercepteur était banni et le He 176 devait être un avion de recherche pour définir un intercepteur. Le RLM proposa donc de concevoir pour la Luftwaffe un nouveau type d'avion. Du fait de son énorme taux de montée, il devait décoller pratiquement à la verticale quand une formation ennemie de bombardiers arrivait en vue, à 6 000 ou 7 000 mètres. L'appareil devait foncer vers eux à pleine vitesse, effectuer une attaque par en dessous à grande vitesse tout en tirant avec ses mitrailleuses ou ses canons, et une fois ses réservoirs vides, il devait revenir se poser en plané. Le Messerschmitt Me 163 Komet, qui fut développé et testé indépendamment du He 176, est arrivé plus tard, durant la Seconde Guerre mondiale, en tant qu'intercepteur opérationnel.
Comme le développement du He 176 était mené dans le plus grand secret, Heinkel a mis en place un département spécial dans l'usine de Rostock-Marienehe. Les premiers essais statiques ont ainsi été menés dans un baraquement en bois auquel peu d'employés avaient accès. À partir de cette première installation, un bâtiment permanent fut rapidement construit. La recherche progressa rapidement et à Peenemünde, à la fin 1938, Warsitz commença avec les essais de roulage pour analyser les caractéristiques inconnues de l'appareil.
Étant désormais bien habitué aux particularités de l'appareil, à ses petites ruses perfides même à de grandes vitesses, au soir d'une belle journée d'été, le 20 juin 1939, Erich Warsitz exécuta le véritable premier vol avec succès.

#### Heinkel He 178

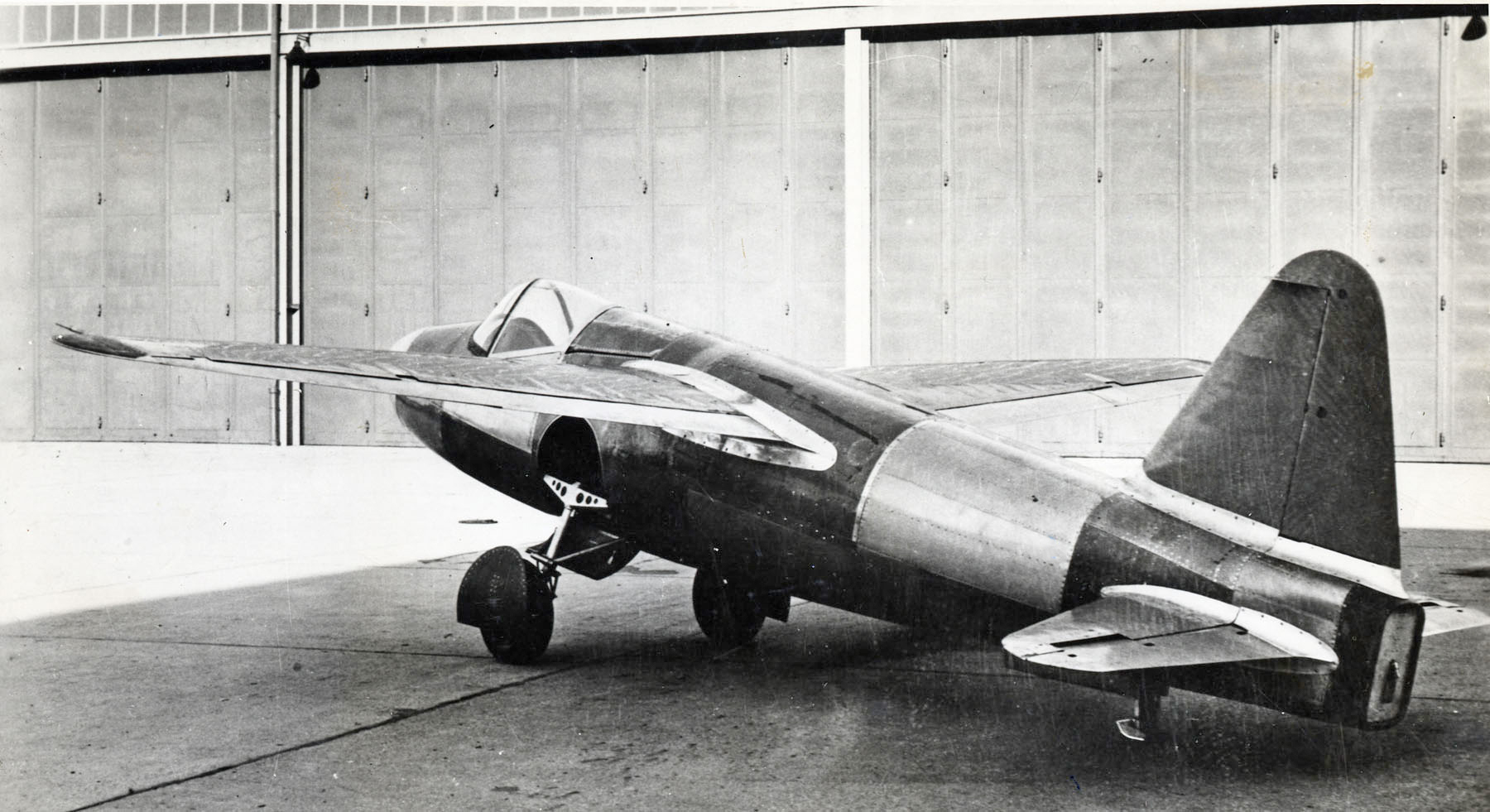
Heinkel He 178

Après avoir progressé avec le He 176, un avion développé en étroite collaboration avec le RLM, Heinkel était désormais un peu amer de ne pas recevoir l'aide qu'il attendait et espérait car, après les premiers vols, on avait le sentiment que l'intérêt s'était évanoui. Toutes les personnes décisionnaires au sein du RLM n'avaient pas oublié les enjeux mais la guerre approchait et il y avait d'autres priorités. Le He 176 avait été conçu dès le départ sur l'instigation et avec l'approbation du RLM, ce qui n'était pas le cas du He 178. Le développement fut poursuivi par Heinkel sans que le RLM ne soit mis au courant et un peu plus tard, cette petite machine allait ouvrir l'ère du jet.
Le 27 août 1939, le Heinkel He 178, équipé du turboréacteur He S 3 de Hans Pabst von Ohain, décolla de l’aéroport Rostock-Marienehe, piloté par Erich Warsitz.

#### Seconde Guerre mondiale
Selon la directive du Führer, ordonnant que tous les programmes n'étant pas prêts pour une production en série dans l'année à venir soient suspendus avec effet immédiat, Warsitz a cessé totalement son activité de pilote d'essais pour le compte de Heinkel, reprenant son travail de chef-pilote à Peenemünde. À la fin de la campagne de France, les escadrons de bombardiers ont reçu les fusées d'appoint mais ils n'avaient pas assez d'entraînement pour s'en servir, donc en 1941 Ernst Udet ordonna à Warsitz de rejoindre Nantes et Eindhoven pour entraîner les équipages des Heinkel He 111 et Junkers Ju 88. En 1942, durant un vol d'essais sur un Messerschmitt Me 109, il a eu un accident – causé par une fuite de carburant – qui lui a interdit de vol pendant un an. Donc, il a pris la direction des affaires paternelles et il a fondé la Warsitz Werke à Amsterdam pour la réalisation de divers matériels de haute précision. Comme la situation se détériorait en Allemagne, en 1943, l'administration de l'Armement lui a confié des contrats pour produire en série des clapets et des pièces de la chambre de combustion des A-4 qui avaient reçu la plus haute priorité.

### Après la guerre

#### Sibérie

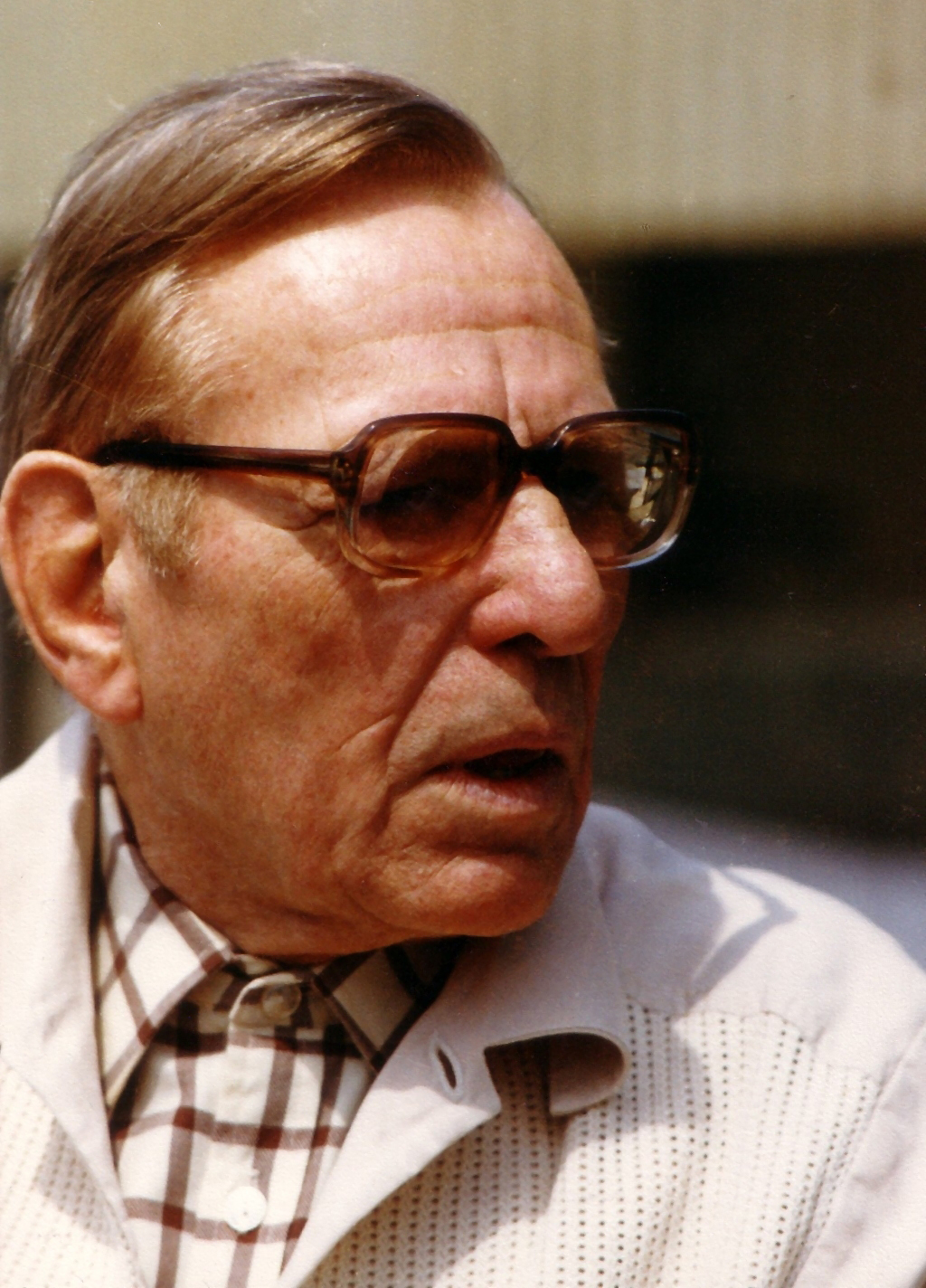
Erich Warsitz à l'âge de 75 ans (1982)

Durant la nuit du 5 décembre 1945, Erich Warsitz a été enlevé de son appartement, dans le secteur américain de Berlin, par quatre officiers soviétiques et emmené à la prison de Berlin-Teltow, sous la menace d'une mitraillette. Les interrogatoires, innombrables, ont porté sur ses activités industrielles, mais l'intérêt principal reposait sur son travail concernant les avions à moteur-fusée ou à réacteur, au sein de l'OKH et du RLM, à Peenemünde et chez Heinkel. Quand il refusa de signer un contrat, qui l'aurait obligé à coopérer pendant cinq années pour développer des fusées et des réacteurs au bénéfice des Russes, il a été condamné à 25 ans de travaux forcés et envoyé dans le fameux camp 7525/13 à Prokopievsk au fond de la Sibérie. 

Après son retour en 1950, grâce au chancelier Konrad Adenauer, il a travaillé comme entrepreneur indépendant, jusqu'à sa retraite en 1965, s’installant en Suisse avec sa famille.

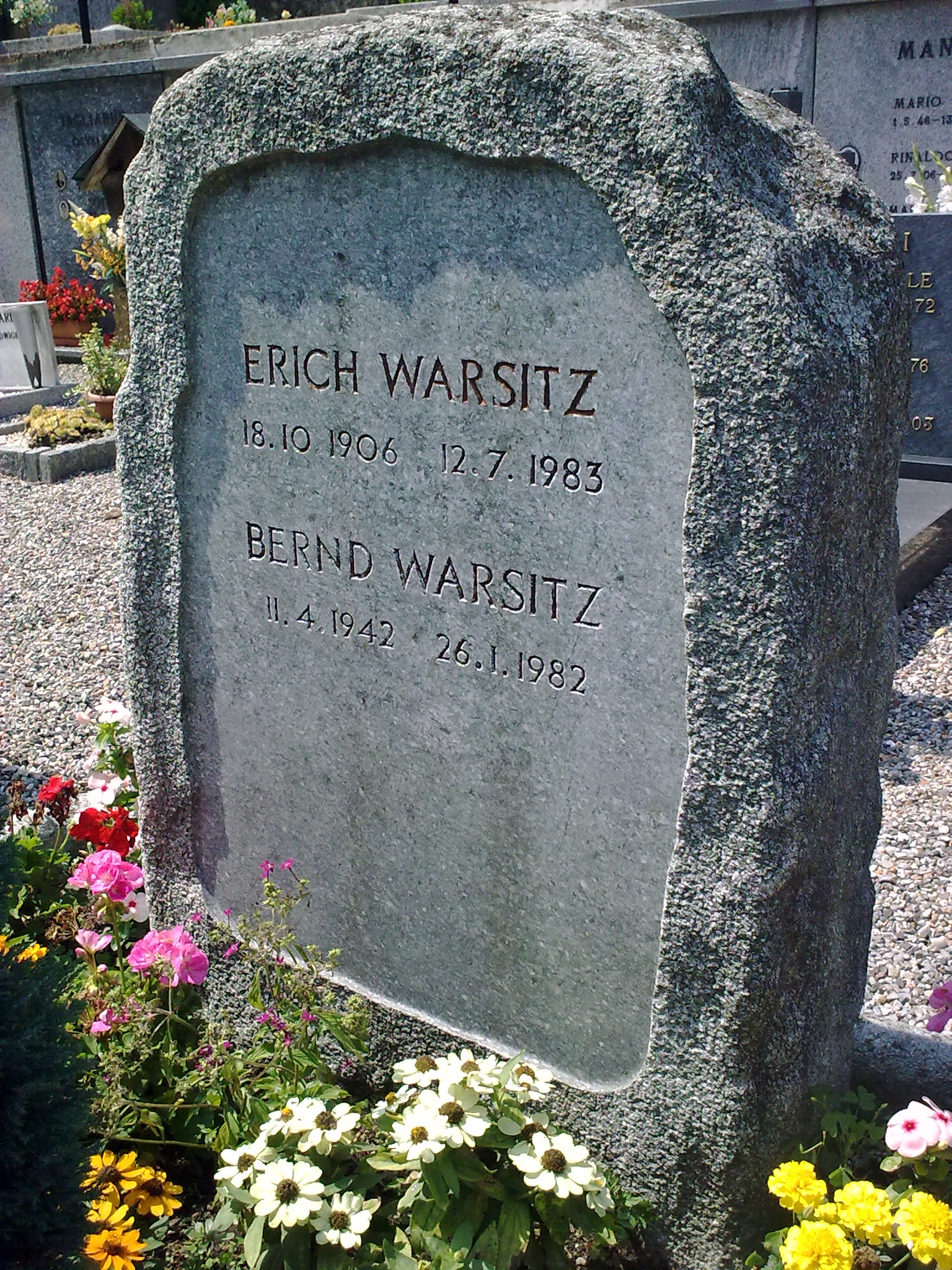
Pierre tombale d’Erich Warsitz (Cimetière à Barbengo, Lugano, Suisse)

En avril 1983, Erich Warsitz est victime d’une hémorragie cérébrale et un peu plus tard il décède à l'âge de 76 ans le 12 juillet 1983 à Lugano, en Suisse.

## Culturel

### Documentaire
ROCKETMEN, produit par Philippe Osborn en 2009. La documentation est caractérisée en détail avec des reconstitutions, des images d'archives, d'animation par ordinateur, des témoins et des historiens.

### Timbre postal
À l'occasion du 50e anniversaire de la réussite du lancement de Spoutnik 1 et du 70e anniversaire du premier vol de l’Heinkel He 112, équipé d’une fusée conçue par Wernher von Braun, le 4 octobre 2007 Erich Warsitz a été honoré avec un timbre postal spécial par la Deutsche Post.

## Sources et Bibliographie
- Lutz Warsitz (trad. de l'allemand), Premier pilote de jet : l'histoire du pilote d'essai allemand Erich Warsitz, Levallois-Perret, Éd. Altipresse, 2010, 157 p. (ISBN 978-2-911218-96-5),  info